# Sommarøy

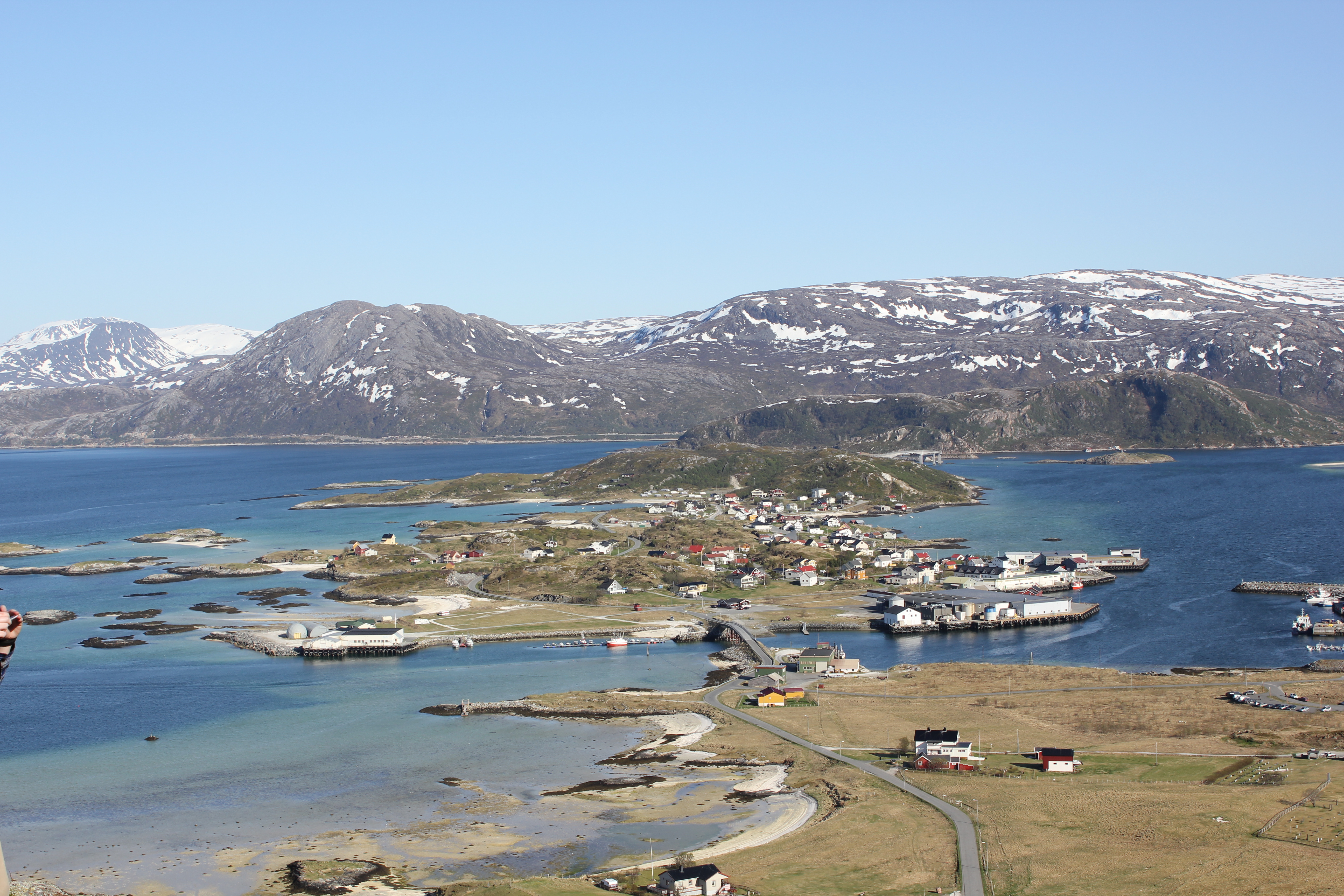
Vista de Sommarøy

Sommarøy es una localidad situada en la isla de Store Sommarøy, en el oeste del municipio de Tromsø, provincia de Troms, Noruega. Tiene una población estimada, a inicios de 2021, de 313 habitantes.
Se localiza a 36 km al oeste de Tromsø y es un popular destino turístico por sus paisajes y playas de arena blanca. Se conecta con la isla de Kvaløya por el puente Sommarøy.

## Localidad
El pueblo pesquero de Sommarøy abarca a la isla de Hillesøya y otros islotes más pequeños. Tiene una superficie de 0,40 km² y una población de 313 habitantes, con una densidad de 778 hab/km². La economía se sustenta en la pesca y el procesado de pescado. El turismo es otra fuente de ingresos. Hay un hotel y diversas cabañas.

## Historia
El asentamiento original estaba en la isla de Hillesøya, sede original de la iglesia de Hillesøy. Durante la Edad Media sufrió varios traslados hasta que a fines del siglo XIX fue trasladada definitivamente a Brensholmen en Kvaløya. La sede principal fue trasladada a Sommarøy cerca de 1900.

## Galería

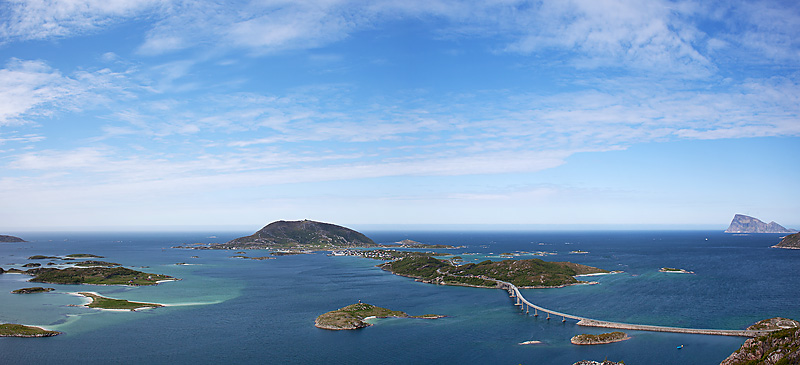
Vista de Sommarøya y Hillesøya
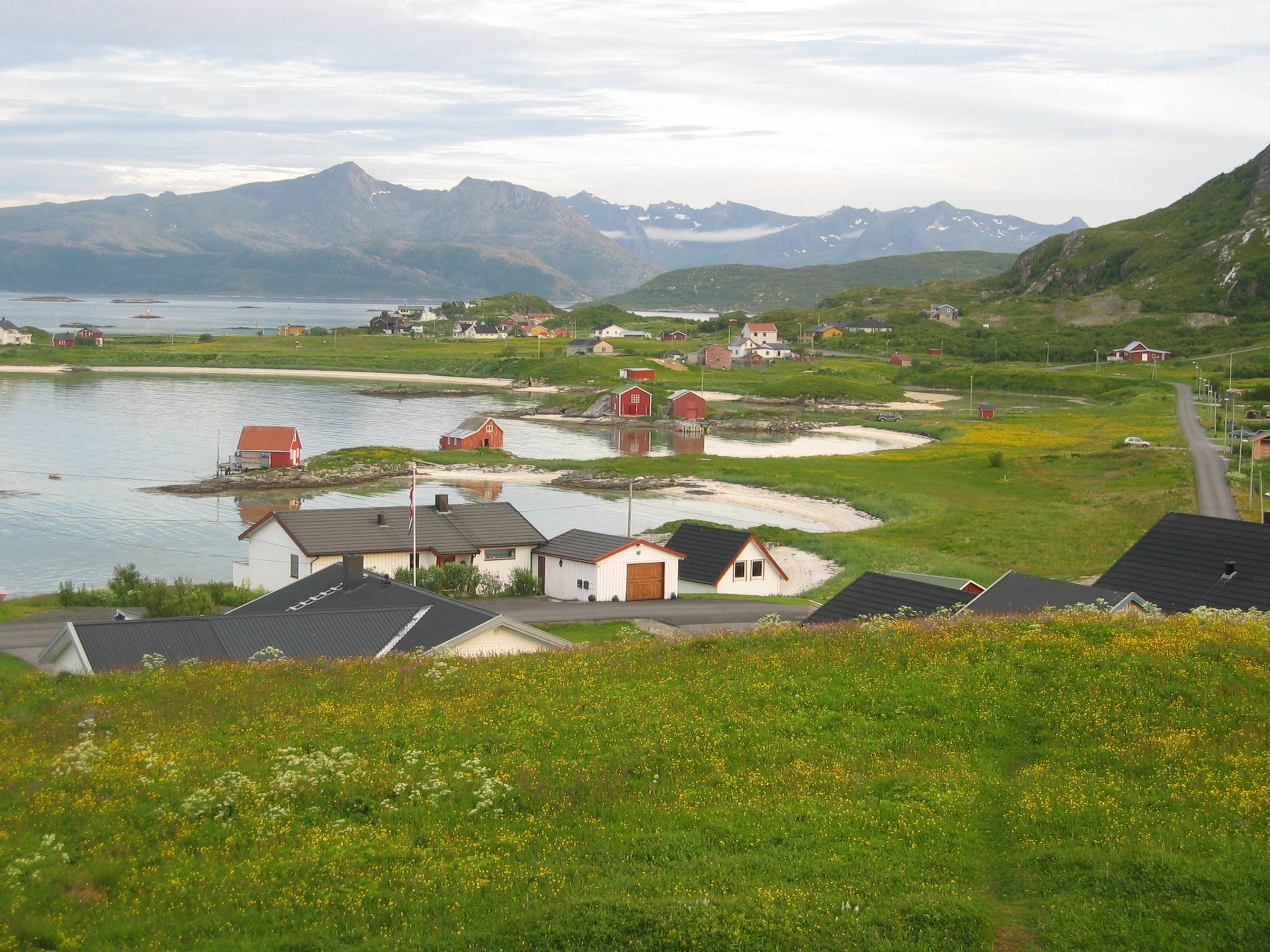
Vista al sur
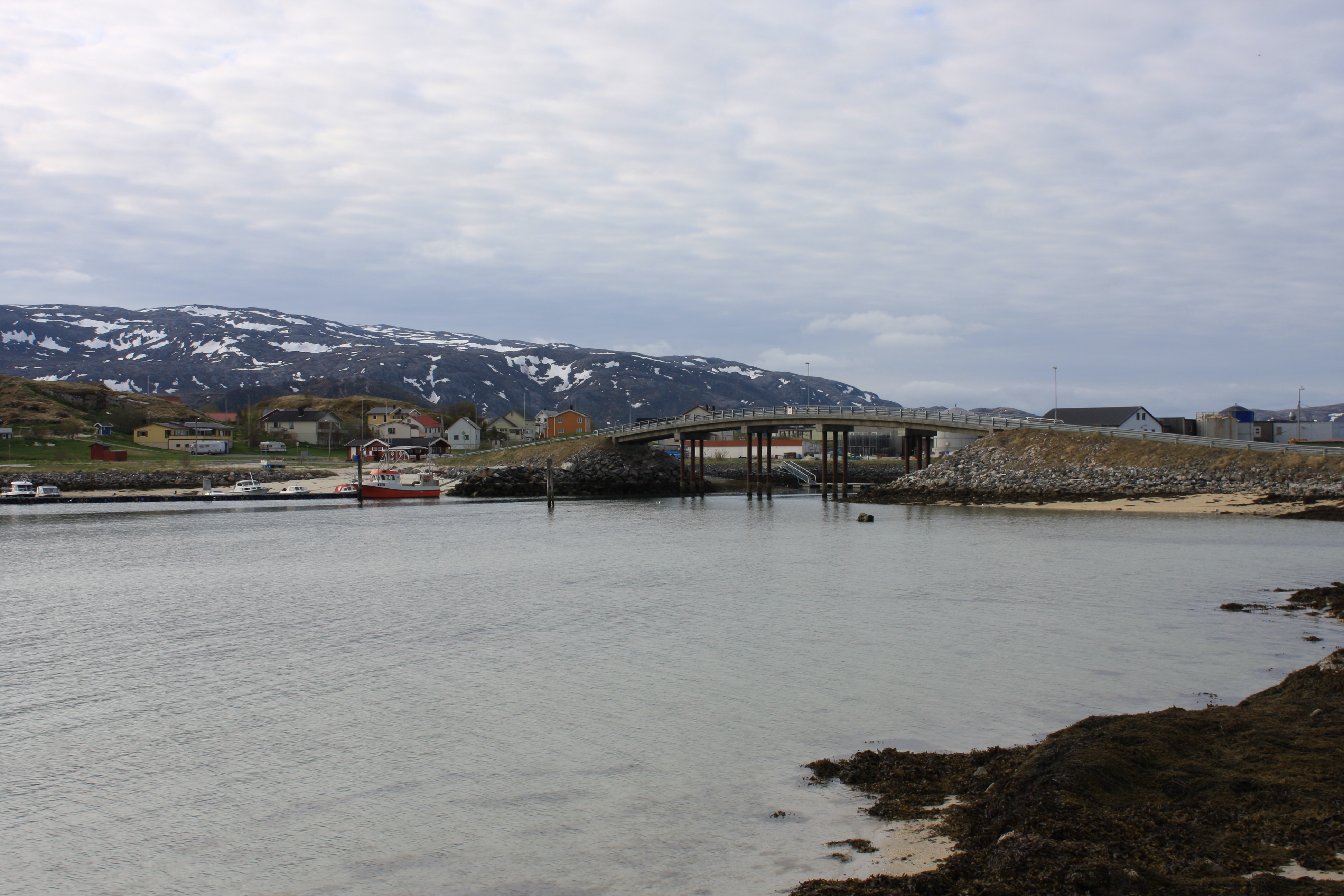
Vista de Hillesøya a Sommarøy
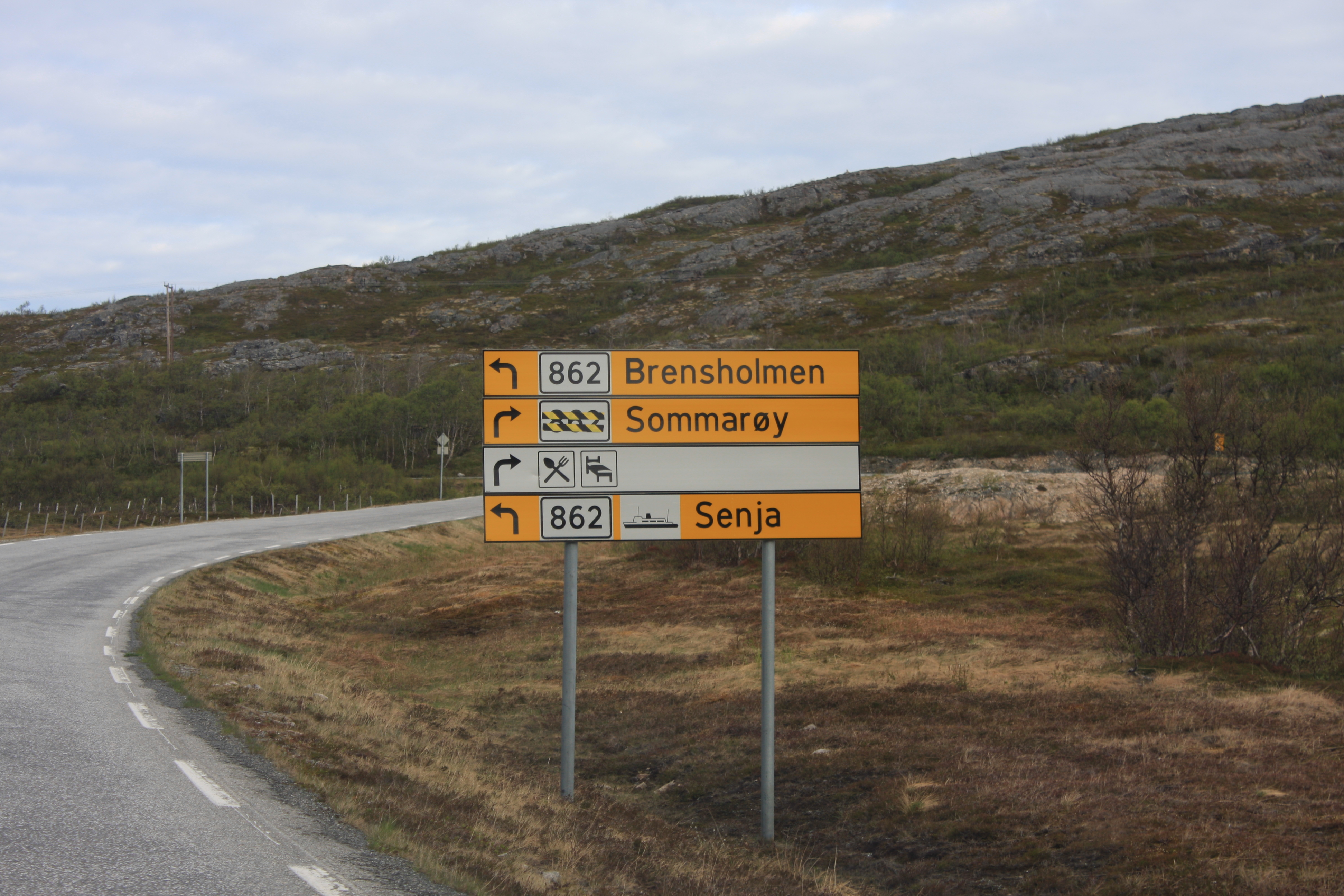
Señal de tránsito en Sandvika en la riksvei 862 a las afueras de Tromsø